# Bilisuma Shugi
Bilisuma Shugi, född 19 juli 1989, är en friidrottare från Bahrain. Han deltog vid olympiska sommarspelen 2012.